# Куруматани, Тёкицу
Тёкицу Куруматани (яп. 車谷 長吉 Куруматани Тё:кицу, 1 июля 1945 года — 17 мая 2015 года) — японский писатель и хайдзин. Настоящее имя — Ёсихико Куруматани (車谷 嘉彦). Псевдоним Тёкицу отсылает к Ли Хэ, поэту танской эпохи. Наиболее известен своей гиперреалистической прозой, подробно документирующей повседневность своего окружения (включая себя, свою семью, сослуживцев и начальство, знакомых и т. д.), что сам Куруматани рассматривает как способ разоблачения лицемерия, на котором построено современное общество. Такого рода радикальность и последовательность Куруматани в разное время была удостоена высокой оценки ряда видных литературоведов Японии (включая Это и Игути). Награждён премиями Мисимы, Кавабаты и др. Женат на поэтессе Дзюнко Такахаси.

## Биография
Родился на территории современного города Химедзи, префектура Хёго. Интерес к литературе зародился в старших классах школы. После окончания школы там же в Химедзи поступил на отделение немецкой литературы филологического факультета университета Кэйо. Дипломная работа посвящена творчеству Франца Кафки. После университета работал в ряде рекламных агентств и издательств. Параллельно начал писать в автобиографическом ключе. Дебютировал в 1972 году с рассказом «Намманда-э» (впоследствии часть сборника «Ложка соли»). Рассказ вошёл в шортлист премии «Синтё» для дебютантов. Однако, несмотря на достаточно удачное начало литературной карьеры, очень скоро Куруматани, почувствовав, что заходит в творческий тупик, бросив работу и писательство, вернулся на родину в Хёго.
В течение почти десятилетия Куруматани, которому на тот момент уже исполнилось тридцать, скитался по префектуре и прилегающим территориям, зарабатывая себе на жизнь поваром и чистильщиком обуви в гостиницах Кобе, Сонэдзаки и др. городов. После настойчивых призывов возобновить литературный труд со стороны своего бывшего редактора Куруматани всё-таки вернулся в Токио, где состоялся его второй литературный дебют. Обогащённая диалектной лексикой и изнанкой жизни нижних слоёв общества новая автобиографическая проза Куруматани, в которой тот до безжалостности критически пытался осмыслить себя и современность (называя в ней себя «язвой современности»), была удостоена высокой оценки в литературных кругах Японии. Сборник рассказов «Ложка соли» был награждён премией Мисимы и премией Министерства культуры для дебютантов. Ряд других работ был также отмечен премиями. Наивысшей критической оценки был удостоен роман «Попытка двойного самоубийства на водопадах Акамэ-48» (1998), позднее экранизированный в 2003 году режиссёром Гэндзиро Арато. От престижной премии Сэя Ито, которая Куруматани была присуждена за это произведение, тот отказался, мотивировав это непринятием литературных взглядов самого Ито.
В 2004 году хайдзин Синдзи Сайто подал на Куруматани в суд за то, что тот в искажённом виде представил его в своём сочинении «Обратная сторона тюрьмы» (2004). В декабре того же года после того, как Куруматани принёс публичные извинения истцу, было заключено мировое соглашение, а сам писатель объявил об отходе от жанра сисёсэцу.
В 2014 году в российском издательстве «Гиперион» в серии «Terra Nipponica» вышел роман Тёкицу Куруматани «Неудавшееся Двойное Самоубийство у Водопадов Акамэ» в переводе Юры Окамото.

## Критика
Творчеству Куруматани посвящён раздел монографии Токио Игути, где Куруматани противопоставляется Кэндзабуро Оэ в способе преодоления этими авторами кризиса современной литературы, понимаемой Игути в аспекте соотношения факта и вымысла и контроля гражданского образа над ним: Куруматани и Оэ занимают полярные по отношению друг к другу позиции, создавая поле, в котором возможны все альтернативные варианты решения. Если Оэ создаёт сложнейшую структуру, соотносящую эти две реальности, то Куруматани столь же последовательно от неё отказывается, предположительно списывая из жизни факты как таковые («предположительно» — в свете судебного разбирательства с Сайто). Игути видит в этой позиции Куруматани, разоблачающего лицемерие современного общества, своего рода продолжение традиции японского натурализма в литературе: обнажая своё окружение, автор травмирует при этом прежде всего себя, недвусмысленно давая понять, что искажённый и уродливый мир вокруг него становится текстом именно через него самого, тем самым указывая на болезненность собственного восприятия. Отдавая должное позиции Куруматани, Игути отмечает всё же, что, несмотря на свою подчёркнутую антисоциальность, он по определению не может обличаемое им общество трансцендировать, так как является рядовой частью его механизмов (со всеми вытекающими последствиями).

## Признание
- 1992: премия Мисимы и премия Министерства культуры для дебютантов за «Ложку соли»
- 1995: премия Хирабаяси и номинация на премию Акутагавы за «Крушение»
- 1998: премия Наоки и премия Ито (отказался) за «Попытку двойного самоубийства на водопадах Акамэ-48»
- 2000: премия Кавабаты за «Мусаси-мару» (из сборника рассказов «Идиоты»).

## Отдельные сочинения

### Проза
- Намманда-э (なんまんだあ絵, 1972)
- Лже-Фудоки (贋風土記, 1975)
- Мандзо (萬蔵の場合, 1981)
- Ложка соли (鹽壺の匙, 1992)
- Крушение (漂流物, 1995)
- Попытка двойного самоубийства на водопадах Акамэ-48 (赤目四十八瀧心中未遂, 1996)
- Идиоты (白痴群, 2000). Позднее переиздано как «Мусаси-мару».
- Душа литератора (文士の魂, 2001)
- Лжеотшельники (贋世捨人, 2002)
- Про деньги (錢金について, 2002)
- В трауре (忌中, 2003)
- Бестолковые (愚か者, 2004)
- Обратная сторона тюрьмы (刑務所の裏, 2004)
- Шквал (飆風, 2005)
- Мстительный дух литератора (文士の生魑魅, 2006)
- Человек моря (灘の男, 2007)
- Паломничество чувств по 88 священным местам острова Сикоку (四国八十八ヶ所感情巡礼, 2008)

### Хайку
- Хайку Куруматани Тёкицу (車谷長吉句集, 2000)
- Хайку Куруматани Тёкицу (車谷長吉句集, 2003; переиздано с дополнениями в 2005)
- Паутина (蜘蛛の巣, 2007; переиздано с дополнениями в 2009)

### Эссе и публицистика
- Язва современности. Беседы с Куруматани (反時代的毒虫 — 対談集, 2004)
- Дураки (阿呆者, 2009; сборник дзуйхицу)